# 岡部哲也
岡部 哲也（おかべ てつや、1965年5月15日 - ）は、1980年代から90年代前半に活躍したアルペンスキー競技の選手。北海道小樽市出身。
回転競技を得意とし、日本人で初めてFISワールドカップの表彰台に上った。

## 経歴
中学3年で全日本ナショナルチームの強化選手に指名される。北照高等学校卒業後デサントに入社、1984年オーストリアに単身留学。翌年の全日本選手権大回転で優勝。
1988年には男子回転で海和俊宏に次ぐ日本人2人目のワールドカップ第1シード入りを果たした。その年に行われた1988年カルガリーオリンピックでは、1956年コルチナ・ダンペッツオオリンピックで猪谷千春が達成して以来の入賞が期待されたが、直前の調整に失敗して回転12位、大回転28位に終わった。
しかし、直後に行われたFISワールドカップオップダール大会では、当時世界最強で、カルガリーオリンピックの金メダリストであったアルベルト・トンバに0秒55遅れの2位に入り、日本人初の表彰台を果たした。これは現在でも佐々木明と並び日本人最高位タイである。
翌1988/89シーズンは、オーストリア・ジュラドミング大会での3位を始め、全10戦中6戦で6位以内入賞を果たす活躍を見せた。
1992年アルベールビルオリンピックではメダルを期待されたが、シーズン前に原因不明の蕁麻疹に侵され約4ヶ月間入院し、シーズンのほとんどを棒に振ってしまった。無理をおして出場したアルベールビルオリンピックでは、回転18位だった。
1994年リレハンメルオリンピックにも出場したが、途中棄権に終わった。翌1995年、富良野でのワールドカップを最後に現役引退。現在は軽井沢プリンスホテルスキー場にて「岡部哲也スキースクール」を経営・一般社団法人ジャスト・ラビング・スキー代表理事・J SPORTSなどで解説やコメンテーターを務めている。

## 出演

### テレビ
- 課外授業 ようこそ先輩（NHK、2001年3月4日）

### ラジオ
- もっとイマドキッ（MBSラジオ、2009年）